# Almindelig buskpotentil
Almindelig buskpotentil (Dasiphora fruticosa) er en lille, løvfældende busk med en stift opret og tætgrenet vækstform. På grund af den lave vækst, den tætte, gule blomstring og hårdførheden bruges arten meget som pryd- og hækplante i haver og parker.

## Beskrivelse
Almindelig buskpotentil er en lille, løvfældende busk med en stift opret og tætgrenet vækstform. Barken er først lysegrøn med tæt hårklædning. Senere bliver den brun og stribet, og til sidst skaller den af i tynde strimler. Knopperne er spredte og spidse med et lidt pjaltet udseende og grågrøn farve. De springer ud lidt efter lidt i milde vintre. Bladene er uligefinnede med 3-7 småblade. Hvert småblad er elliptisk med hel rand og let behåring. Oversiden er grågrøn, mens undersiden er grålig. Blomsterne ligner jordbærblomster i bygningen, og de kan – alt efter sorten – være gule, orange, lyserøde eller hvide. Frugterne er små nødder, der modner og spirer villigt. "Rodskud" vil altså ofte være frøplanter, som er ringere i farve og blomstring end moderplanten!
Rodsystemet er fladt og vidt udbredt med mange fine siderødder. Gamle grene kan have svært ved at sætte nye skud efter nedklipning.
Højde x bredde og årlig tilvækst: 1,5 x 1,5 m (15 x 15 cm/år). 

## Hjemsted
Almindelig buskpotentil er cirkumpolar, dvs. at den vokser hele vejen rundt om Nordpolen: i Nordeuropa, Nordsibirien, Alaska, Nordcanada og i Grønland. 
På Alvaret på Öland findes arten sammen med bl.a. enghavre, kugleblomst, alpetjærenellike, Artemisia oelandica (en endemisk bynkeart  på Öland), fåresvingel, fjeldrapgræs, gotlandsfumana, hvid stenurt, løgkortlæbe, markbynke, melet kodriver, Oxytropis campestris (en art af spidsbælg), Ranunculus illyricus (en art af ranunkel), Sesleria uliginosa (en art af blåaks), storblomstret brunelle, våradonis og ølandsoløje

## Note
1. ↑  Den virtuellaf floran: Alvar – (svensk)-sproget oversigt over floraen på Alvaret.